# دریاچه نمک هرابرجان
دریاچه نمک هرابرجان یا کفه نمک هرابرجان یک دریاچه شور فصلی در کویر مرکزی ایران است. که بر اساس تقسیمات کشوری، این دریاچه در استان یزد، شهرستان مروست، دهستان هرابرجان و روستای هرابرجان قرار گرفته‌است. این دریاچه در شمال جغرافیایی هرابرجان قرار دارد که از دو راه روستای ترکان و روستای حسین‌آباد قابل تردد است.